# Sparkle Computer
SPARKLE Computer Co., Ltd. – tajwański producent i dostawca kart graficznych bazujących na chipsetach Nvidia. Firma założona została w 1982 roku. Jej siedziba znajduje się w Tajpej na Tajwanie. Obecnie produkty SPARKLE sprzedawane są w ponad 80 krajach.